# Maison Bloch
La maison Bloch est une maison bâtie en 1909 et 1910 au 50 cours Léopold à Nancy, sur les plans de l'architecte Charles-Désiré Bourgon pour l'industriel Auguste Bloch. Le maître verrier Jacques Gruber y a également participé.

## Description
L'îlot allant des numéros 48 à 52 a été constitué au début du XXe siècle. La propriété au no 50 a été construite en 1909 et 1910 sur les plans de Charles-Désiré Bourgon, pour Auguste Bloch, industriel de l'agro-alimentaire à Tomblaine.
La demeure est ornée par le maître-verrier Jacques Gruber qui se charge également de la véranda. L'intérieur, de style éclectique, se réfère à l'École de Nancy. Une cheminée, à trumeau marqueté, s'encadre de deux fenêtres aux verrières à décor de chèvrefeuille, soutenues par un registre en camaïeu illustrant un paysage vosgien.
Le jardin a été aménagé dans l'esprit Art nouveau. Trois fabriques le composent : une gloriette dont il subsiste le socle, une cabane de jardin rustique et une grotte fontaine.
Un paravent marqueté composé de 3 panneaux dont les parties hautes sont ornées de vitraux du maître verrier Jacques Gruber provenant de la villa Bloch a été vendu en octobre 1988 à l'hôtel des ventes Blandan de Nancy. La représentation végétale est formée d'une clématite avec une fleur de monnaie-du-pape.
D'autre part, un vitrail à 4 panneaux d'une double fenêtre avec une représentation végétale de nénuphar et jonc a été également vendu durant cette même vente.

## Classement
L'ensemble des façades et toitures, la cheminée et les verrières de la salle à manger au rez-de-chaussée, la véranda en totalité avec ses verrières, et le jardin avec ses fabriques, ont été inscrits aux monuments historiques par arrêté du 16 décembre 2004.